# Congres van Angostura

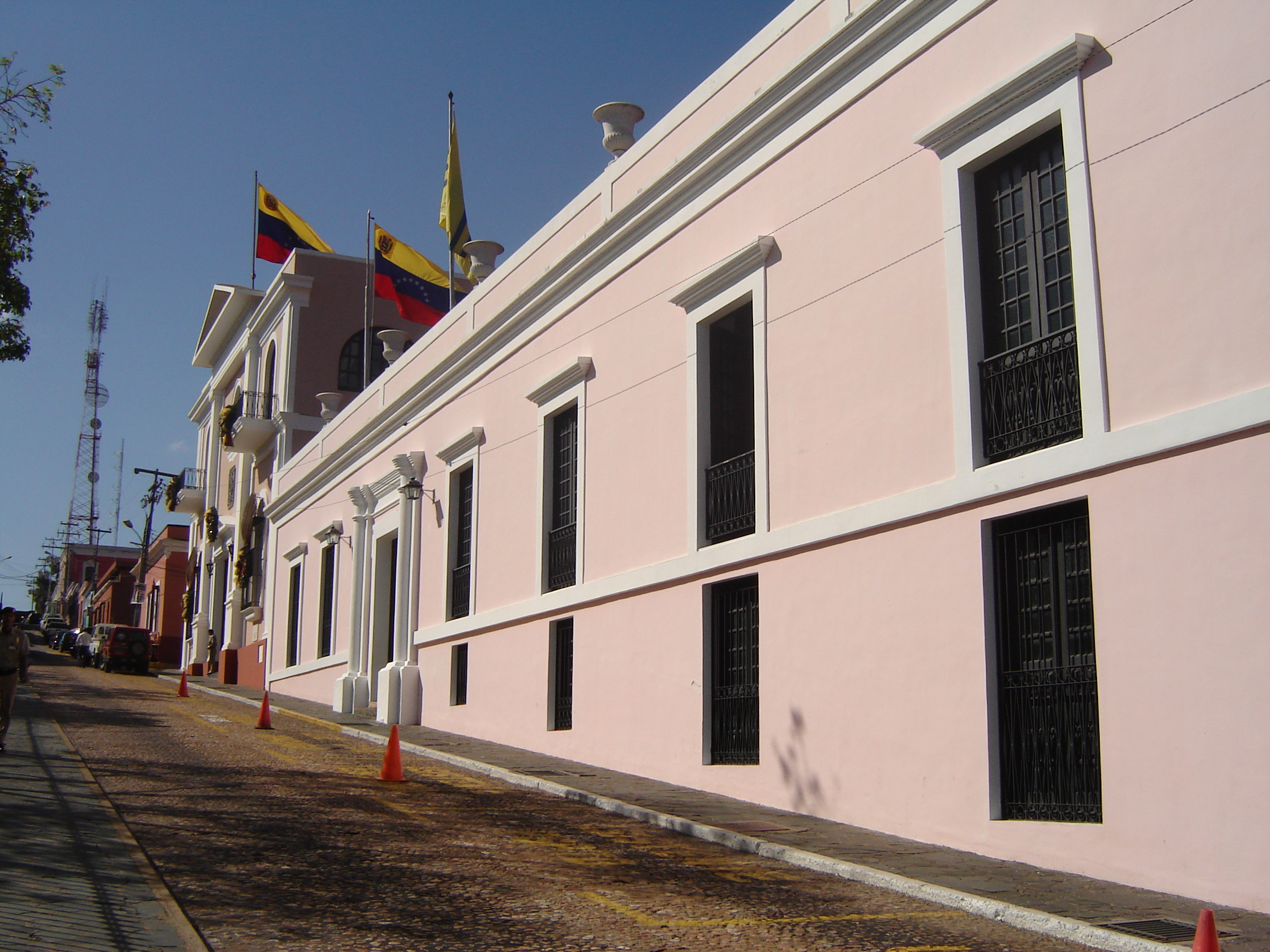
Huis van het Congres van Angostura, waar het congres plaatsvond.

Op het Congres van Angostura werd Simon Bolìvar in 1819 tot president van Venezuela verkozen. Daar werd ook de vorming van Gran Colombia besproken, een federatie die uit het huidige Venezuela, Colombia, Ecuador en Panama zou bestaan. In Angostura, in Venezuela, kwamen vertegenwoordigers van Venezuela en Nieuw-Granada bijeen (huidig Colombia).
De vertegenwoordigers kwamen op 15 februari 1819 bijeen en proclameerden een nieuwe onafhankelijke staat van Spanje op 17 december, maar werden onderbroken door de voortdurende oorlog. Na het halen van een reeks overwinningen tegen Spanje, werd de onafhankelijkheid van Gran Colombia verzekerd in het Cúcutacongres van 1821. Tijdens dat congres kreeg Peru ook haar onafhankelijkheid.